# Dipartimento di Cundinamarca
Il dipartimento di Cundinamarca è uno dei 32 dipartimenti della Colombia. Il capoluogo del dipartimento è Bogotà, che però non ne fa parte, costituendo essa il cosiddetto Distrito Nacional, interamente circondato dal dipartimento stesso.

## Etimologia
Il nome attuale è una deformazione del quechua Kuntur marqa (Nido del condor). I conquistadores spagnoli, quando arrivarono in queste terre, lo interpretarono come Cundirumarca, Cuntinamarca e infine Cundinamarca, che in spagnolo significherebbe "regione o provincia del condor". Namarca è una deformazione della parola comarca o marca, che erano nomi anticamente usati per nominare alcuni territori in Europa.

## Geografia fisica
Il dipartimento di Cundinamarca confina a nord e ad est con il dipartimento di Boyacá, a sud con i dipartimenti di Meta, Huila e Tolima. Ad ovest il fiume Magdalena lo separa dai dipartimenti di Tolima e Caldas.
Il territorio di Cundinamarca è prevalentemente montuoso. Fatta eccezione della pianura in corrispondenza della riva destra del Magdalena il territorio nella parte centrale e orientale è attraversato da nord a sud dalla catena andina della Cordigliera Orientale.Tra la catena montuosa si apre la valle del fiume Bogotá che a sud della capitale colombiana forma le imponenti cascate del Salto del Tequendama. Nell'estremo est il dipartimento di Cundinamarca digrada nella regione del Llanos.

## Storia
Cundinamarca è stato uno dei nove stati originari degli Stati Uniti di Colombia.

## Province

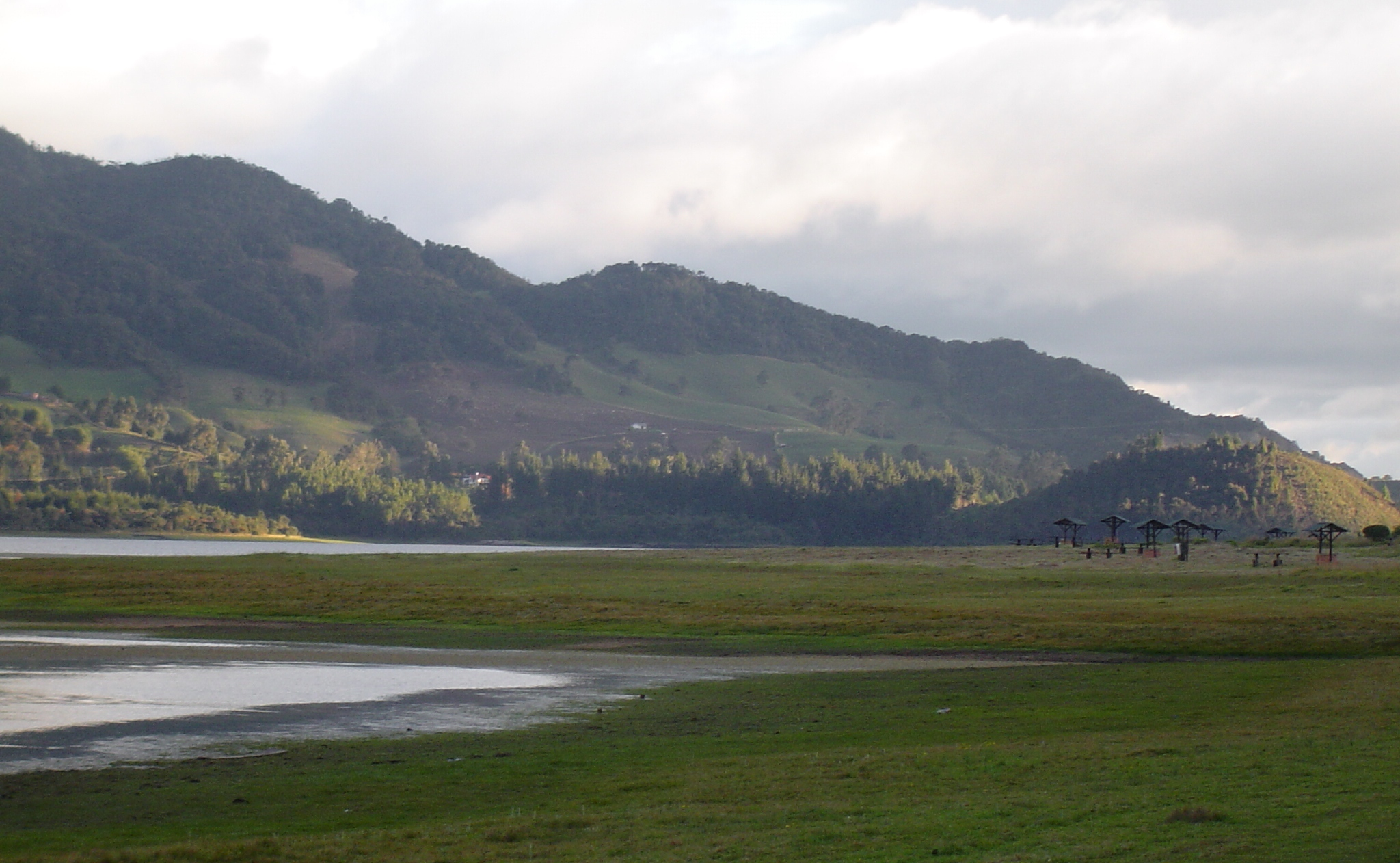
L'altopiano della "Sabana de Bogotà"

Il dipartimento era suddiviso in 15 province:
- Almeidas
- Alto Magdalena
- Bajo Magdalena
- Gualivá
- Guavio
- Magdalena Centro
- Medina
- Oriente
- Rionegro
- Sabana Centro
- Sabana de Occidente
- Provincia de Soacha
- Sumapaz
- Tequendama
- Valle de Ubaté

Con l'ultima riforma costituzionale, le province sono state abolite quali entità amministrative e mantengono un valore puramente statistico.

## Geografia antropica

### Suddivisioni amministrative
Il dipartimento di Cundinamarca si compone di 116 comuni:
- Agua de Dios
- Albán
- Anapoima
- Anolaima
- Apulo
- Arbeláez
- Beltrán
- Bituima
- Bojacá
- Cabrera
- Cachipay
- Cajicá
- Caparrapí
- Cáqueza
- Carmen de Carupa
- Chaguaní
- Chía
- Chipaque
- Choachí
- Chocontá
- Cogua
- Cota
- Cucunubá
- El Colegio
- El Peñón
- El Rosal
- Facatativá
- Fómeque
- Fosca

- Funza
- Fúquene
- Fusagasugá
- Gachalá
- Gachancipá
- Gachetá
- Gama
- Girardot
- Granada
- Guachetá
- Guaduas
- Guasca
- Guataquí
- Guatavita
- Guayabal de Síquima
- Guayabetal
- Gutiérrez
- Jerusalén
- Junín
- La Calera
- La Mesa
- La Palma
- La Peña
- La Vega
- Lenguazaque
- Machetá
- Madrid
- Manta
- Medina

- Mosquera
- Nariño
- Nemocón
- Nilo
- Nimaima
- Nocaima
- Pacho
- Paime
- Pandi
- Paratebueno
- Pasca
- Puerto Salgar
- Pulí
- Quebradanegra
- Quetame
- Quipile
- Ricaurte
- San Antonio del Tequendama
- San Bernardo
- San Cayetano
- San Francisco de Sales
- San Juan de Rioseco
- Sasaima
- Sesquilé
- Sibaté
- Silvania
- Simijaca
- Soacha
- Sopó

- Subachoque
- Suesca
- Supatá
- Susa
- Sutatausa
- Tabio
- Tausa
- Tena
- Tenjo
- Tibacuy
- Tibirita
- Tocaima
- Tocancipá
- Topaipí
- Ubalá
- Ubaque
- Ubaté
- Une
- Útica
- Venecia
- Vergara
- Vianí
- Villagómez
- Villapinzón
- Villeta
- Viotá
- Yacopí
- Zipacón
- Zipaquirá